# Selenophorus otiosus
Selenophorus otiosus är en skalbaggsart som beskrevs av Thomas Casey. Selenophorus otiosus ingår i släktet Selenophorus och familjen jordlöpare. Inga underarter finns listade i Catalogue of Life.